# Четврта далматинска бригада
Четврта далматинска бригада формирана је 6. јануара 1943. у селу Шошићи на Биокову, од батаљона „Вид Михаљевић“ и нових бораца с подручја Макарске, Брача, Хвара и Корчуле. Имала је штаб бригаде, 4 батаљона и приштапске јединице са укупно 822 борца. Била је под командом штаба 4. Оперативне зоне Хрватске до 12. фебруара 1943. Од формирања Девете далматинске дивизије па до краја рата Четврта далматинска бригада била је у њеном саставу.
У бици на Неретви водила је борбе на сектору Имотског, Посушја и Широког Бријега. При преласку Неретве и Прења 9. дивизија задужена је за транспорт и обезбеђење Централне болнице. Том приликом је цела дивизија, укључујући и Четврту далматинску бригаду захваћена тифусом.
Четврта далматинска бригада је расформирана 12. априла 1943. у Невесињу, Њеним људством углавном је попуњена Трећа далматинска бригада. Поново је формирана као потпуно нова бригада под истим називом 12. септембра 1943. у области Сплита. Будући да су је већином сачињавали борци из Сплита, од тада је позната и под називом Четврта сплитска бригада.
У саставу своје 9. дивизије учествовала је у борби против немачких снага током одбране Сплита. Током новембра и децембра истакла се на правцима немачког наступање, током операције „Цитен“. Током Десанта на Дрвар бригада је ангажована у оштрим борбама. Учествовала је у борбама за ослобођење Ливна, Дувна и Посушја. Истакла се у Книнској и Мостарској операцији.
У Тршћанској операцији напредовала је кроз Истру и ослободила Пломин, Лабин, Рашу и друга места и учествовала у уличним борбама за Трст.
Четврта далматинска бригада одликована је Орденом заслуга за народ са златном звездом и Орденом братства и јединства са златним венцем.